# Lago de Greifen
El lago de Greifen (en alemán: Greifensee) es un lago suizo en el cantón de Zúrich.
En la orilla del lago se sitúa uno de los 56 sitios palafíticos prehistóricos de los Alpes en Suiza, Greifensee–Storen–Wildsberg.

## Toponimia
El lago era conocido en la Edad Media como Glattsee. Greifensee (Grifense) era el nombre que se le daba a una fortaleza construida por los condes de Rapperswil en el siglo XII. Su etimología es incierta, pero probablemente provenga de un nombre personal Grifo o esté relacionado con el alemán Greif (grifo). En el siglo XVI, ya aparece con el nombre actual.

## Geografía

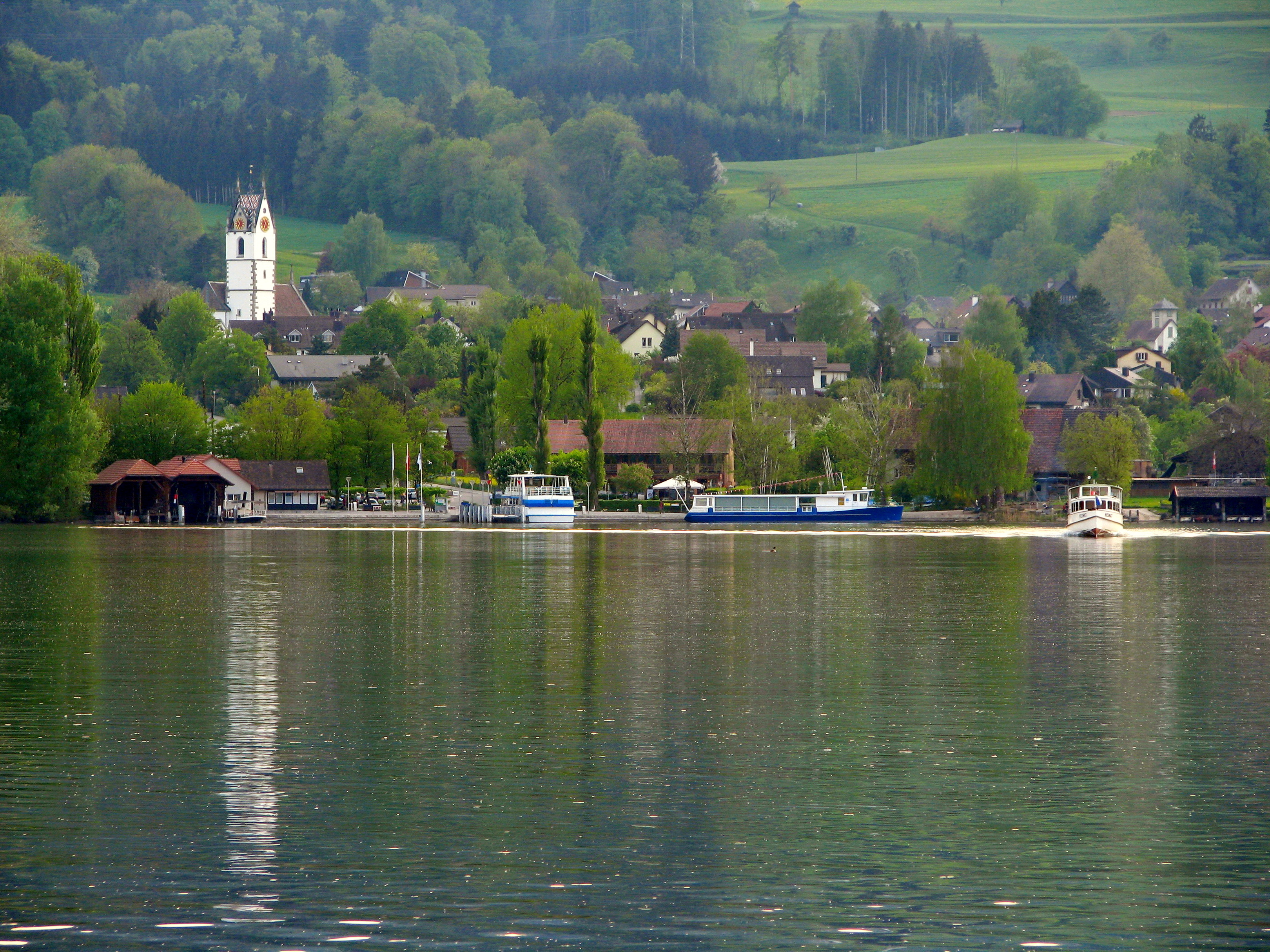
El lago Greifen visto desde Greifensee. Maur y Pfannenstiel al fondo.

El lago está situado a 11 km al este de Zúrich, separados por la montaña Pfannenstiel. Mide 6 km de largo y 1,6 km de ancho, con una profundidad máxima de 32 metros, lo que lo convierte en el segundo lago más grande del cantón de Zúrich. Desemboca en el lago el río Aabach y nace en él, el Glatt.